# Dassault Mirage III
Дассо́ Мира́ж 3 — (фр. Dassault Mirage III) французский сверхзвуковой многоцелевой истребитель, перехватчик, разведчик и бомбардировщик. Стал началом знаменитого семейства истребителей Mirage фирмы Dassault для Франции и многих других стран.

## История создания

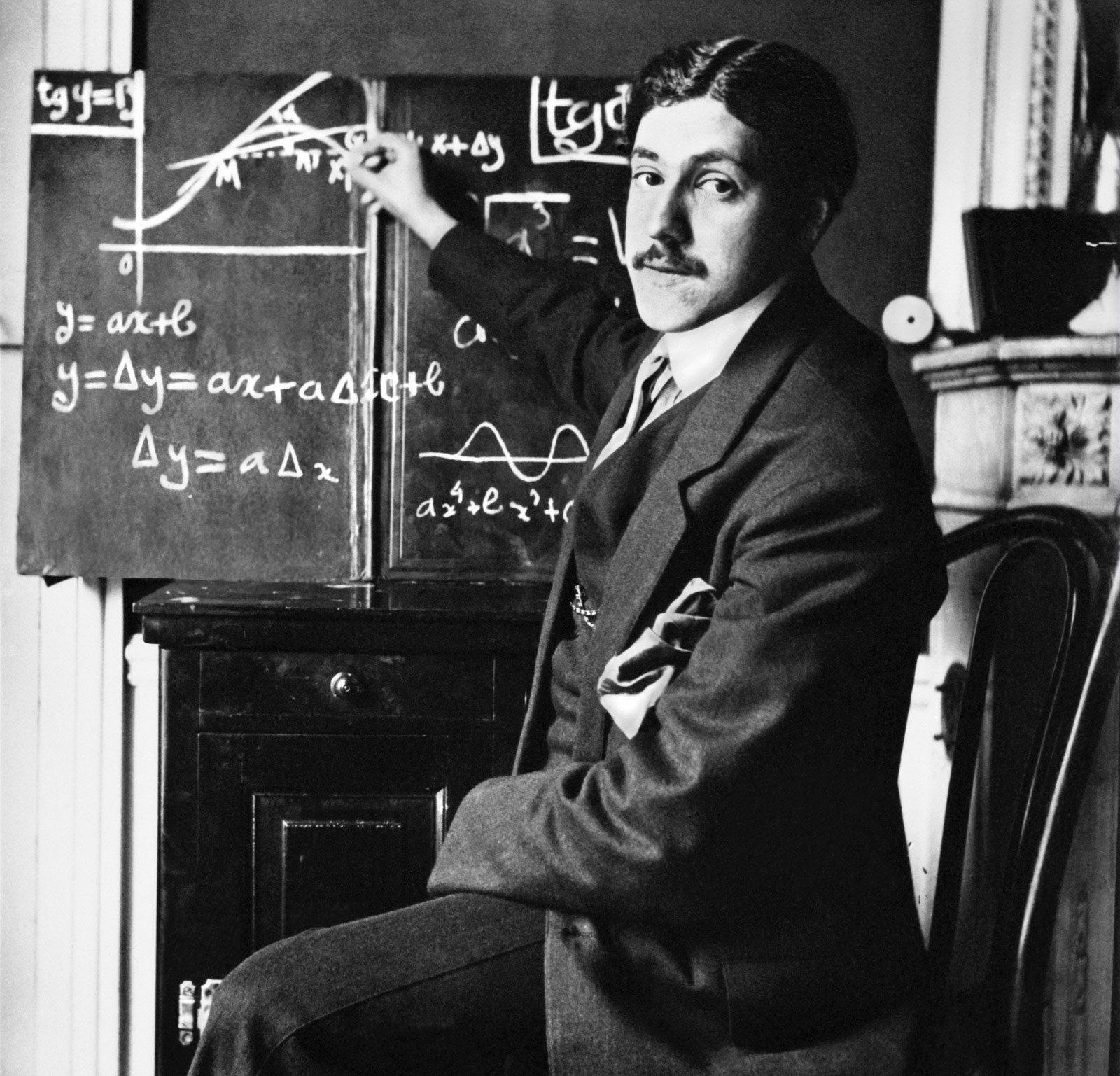
Марсель Блох (1892−1986) в 1914 году сразу после учёбы в Высшая национальная школа авиации и космоса в Тулузе (Тулуза), где сокурсником был будущий знаменитый советский авиаконструктор М. И. Гуревич (1892−1976)

Марсель Блох создал частную авиастроительную компанию Société des Avions Marcel Bloch в 1929 году. В 1936 году компанию национализировало правительство Народного фронта, а Блох назначен в ней представителем министра авиации и авиаконструктором. Одновременно создав частную фирму в Сен-Клу (пригород Парижа) для изготовления авиадвигателей и винтов. Знаменитые истребители Bloch государственного предприятия получили его фамилию. В январе 1941 года правительство Виши лишило свободы Блоха, а после и семью, по доносу и за отказ сотрудничать во время нацистской оккупации Парижа. В августе 1944 года авиаконструктора-еврея немецкие власти этапировали в концлагерь Бухенвальд. Впоследствии фирма Блоха Dassault выделялась открытым неповиновением государственным ограничениям сотрудничества с Израилем.
Конструктор выжил; и 10 ноября 1945 года воссоздал семейное предприятие с управлением в Сен-Клу с новым названием. Семья Блох приняла новую фамилию — псевдоним брата, лидера Сопротивления, коменданта освобождённого Парижа, Дассо́ (Dassault от фр. «d'assaut» — «для нападения», но с буквой L, как в английском слове assault). К началу 1950-х годов фирма Avions Marcel Dassault успешно создавала боевые и гражданские самолёты, производила ТРД по британским лицензиям, а с 1954 года — собственную авионику.

### Mystère
Успехи в создании реактивных истребителей начались с проекта MD 450 Ouragan (полетел 28 февраля 1949 года). В 1951 году на его основе создан Mystère (с фр. — тайна, «мистэ́р» с французским ударением в конце) со стреловидными крыльями.
Редкие воздушные бои в Израиле с войны 1956 и до войны 1967 года стали первыми для французских реактивных истребителей. Слава их в мире возникла в 1967 году.

### Поисковый Mystère Delta
Ещё до заказа будущего Mirage в ряде фирм Франции проектировали сверхзвуковые истребители, при поддержке структур NATO. В 1952 году начат проект сверхзвукового истребителя с треугольным крылом Mystère Delta («мистэ́р дэльта́» — таинственная дельта). 4 февраля 1953 года ВВС Франции объявили соревнование проектных предложений перехватчиков по таким требованиями:
- масса самолета до 4000 кг;
- вооружение — одна ракета массой 200 кг, фирмы Matra (R.052) или Nord Aviation;
- сверхзвуковая скорость М=1,3;
- набор высоты 15 км за 4 минуты, 18 км — за 6 минут;
- преследование цели со скоростью звука не менее 25 км и возвращение с остатком топлива на 5 минут ожидания в воздухе и посадку;
- посадочная скорость менее 180 км/ч;
- действия с полевых аэродромов;
- предусматривалась оплата постройки и испытаний двух образцов каждого отобранного предложения;
- двигатели только французского производства.

Бортовая РЛС не предполагалась. Рассчитывали на отображение обстановки и команд на индикатор лётчику от сети наземных РЛС, вроде создаваемых тогда автоматизированных систем ПВО AMES type 7 (Великобритания), SAGE (США), Воздух-1 (СССР), STRIL 60 (Швеция). Фирма Sud-Ouest разрабатывала для программы и пилотируемый, и беспилотный перехватчик.
Сформулированные исследовательской службой ВВС STAé требования напоминали о немецких ракетных перехватчиках времён войны, а не о воздушной борьбе над вражескими войсками в Корее, которая в тот год достигла наибольшего напряжения. В то время и позднее требования к боевой манёвренности в печати не обсуждали, пушки появились в проекте по выбору: ЖРД (ракетный) ускоритель либо пушки. Оружие — лишь одна управляемая ракета для воздушного боя. Не упомянуты и блоки небольших неуправляемых ракет, которые показали полезность против строя тяжёлых бомбардировщиков в 1945 году, хотя они широко распространились после войны.
Предусматривалось щедрое финансовое и технологическое содействие из США и Великобритании. Четыре авиастроительных объединения Франции решили участвовать:

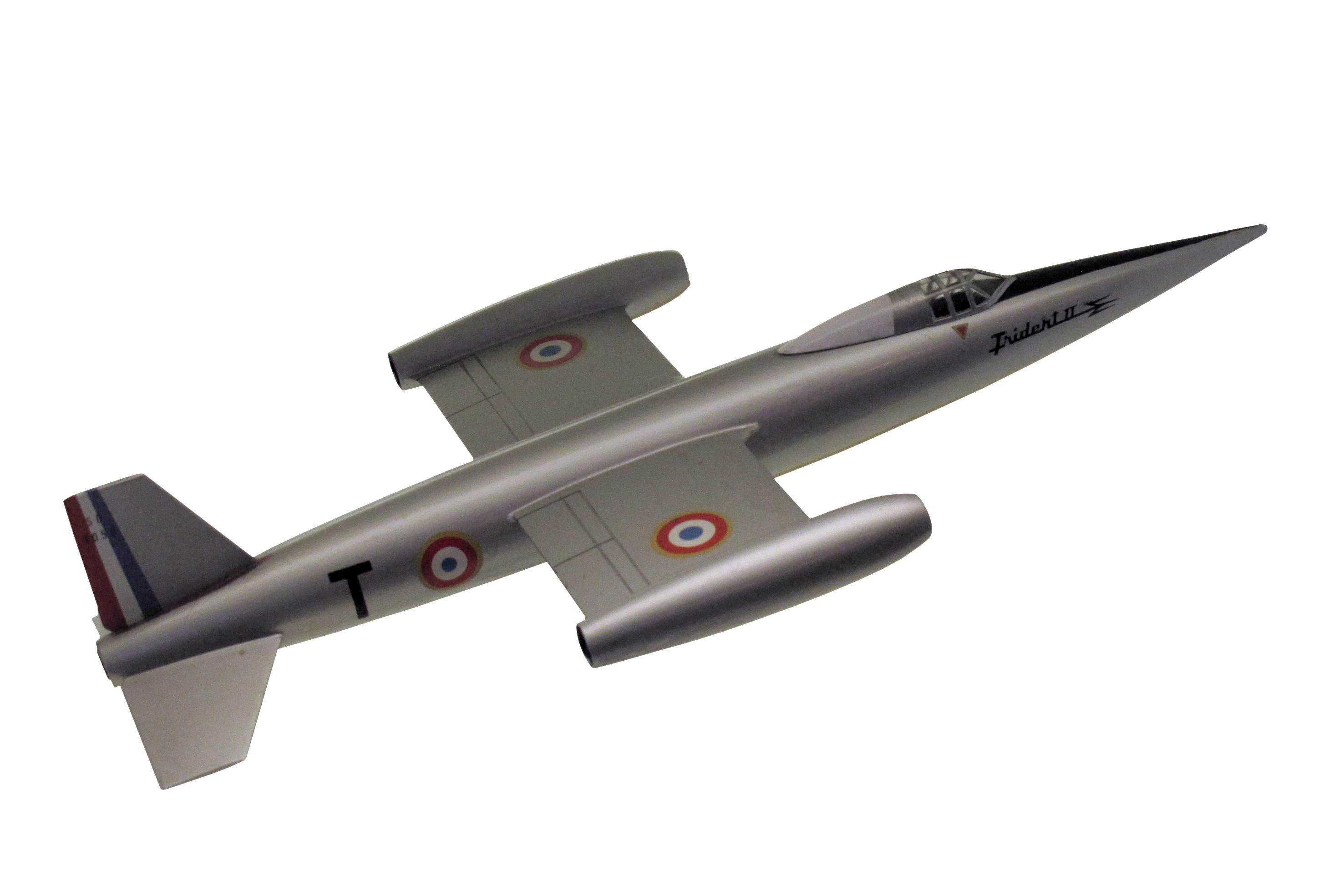
SNCASO Trident II в Швейцарском музее транспорта

1. SNCASO Trident II в Швейцарском музее транспортаSud-Ouest Trident[англ.] («тридо́»). Конструктор Люсьен Серванти[англ.]. На концах его тонкого прямого крыла два ТРД Dassault MD 30. В хвосте ЖРД SEPR 48.
Полетел 2 марта 1953 года. Для доводки проекта построено 12 самолётов, несколько потеряно. В 1956 году именно этот проект объявлен победителем, но осенью 1958 года закрыт, хотя фирма убеждала ВВС, что их проект дополняет, а не заменяет Mirage.
2. Nord Aviation Gerfaut[англ.] («жерфо́»). Конструктор Жан Галтье[англ.]. Очень короткий истребитель с треугольным крылом и высоко расположенным горизонтальным оперением. Один ТРД SNECMA ATAR 101C[англ.].
Полетел 15 января 1954 года. 3 августа 1954 года впервые для Франции превысил скорость звука, показав M=1,1 без форсажа и снижения. Только они исполнили требования, создав очень лёгкий перехватчик. По мере изменения требований построено три самолёта: Gerfaut, Gerfaut IB с форсажной камерой, Gerfaut II с БРЛС Dassault DRA.5A Aladin.
3. Dassault MD 550. Конструктор Анри Деплянт[фр.] и Жан Кабриер[фр.]. Бесхвостка с треугольным крылом с двумя ТРД Dassault MD 30.
Полетел 25 июля 1955 года. Заказаны два, но построен один, так как новые пожелания заказчика дважды потребовали увеличения проекта. И предложен новый большой французский ТРД с форсажем. Проект полностью пересмотрен.Durandal 001 в 1956

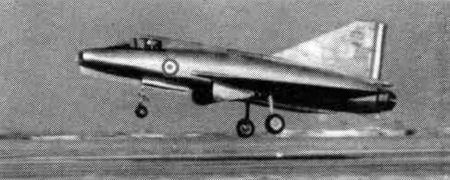
Durandal 001 в 1956

4. Sud-Est Durandal[англ.] («дюронда́ль»). Конструктор Пьер Сатр[фр.]. Бесхвостка с треугольным крылом, ТРДФ ATAR 101F[англ.] с форсажной камерой и ЖРД SEPR 75. Все серийные сверхзвуковые самолёты имеют форсажную камеру.
Полетел 20 апреля 1956 года. Заказаны и построены два самолёта. Испытания прекращены в 1958 году.

Примечания:
- Модное тогда во всём мире тонкое треугольное в плане крыло использовано в трёх проектах из четырёх. Решения, вероятно, опирались на удачные исследования таких самолётов в Великобритании (Fairey Delta 1[англ.]) и США (Convair XF-92[англ.]).

- Почти все использовали двигатели или авионику Dassault. Например, ТРД без форсажной камеры MD 30 это Viper[англ.] британской фирмы Armstrong Siddeley, которые изготавливались по лицензии в Dassault[2].

- Трёхкамерные турбонасосный ЖРД фирмы SEPR[англ.] созданы на основе исследования во Франции германских ЖРД для перехватчика Me 163. Питались они самовоспламеняющейся ядовитой топливной парой: смесь ТГ-02 и азотной кислотой. И нужен был третий бак с раствором метилового спирта для охлаждения газогенератора турбонасоса[3]. На Mirage IIIC ТГ-02 заменили керосином.

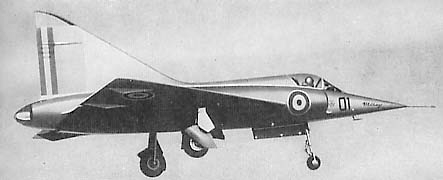
Изящная двухдвигательная бесхвостка с треугольным крылом Mirage I в 1956 году, до переделки в январе-мае. Обратите внимание на огромное треугольное вертикальное оперение и отсутствие закрылков

Заказ разработки и изготовления двух опытных MD 550 получен 22 марта 1954 года. Взлетел 25 июля 1955 года. С января по май 1956 года самолёт существенно доработали:
- треугольный киль стал стреловидным по задней кромке;
- добавлены гидроусилители в управлении элевонами;
- консоли крыла обрезали по 15 см;
- установлено катапультируемое кресло британской фирмы Martin-Baker;
- двигатели MD 30R, где буква R значила форсажную камеру разработки Dassault, добавившую 1000 кгс тяги[2];
- изменён нерегулируемый сверхзвуковой воздухозаборник;
- однокамерный, вместо многокамерного, съёмный ЖРД SEPR 66 с тягой 1500 кгс и временем работы 80 с[2];
- тормозной парашют.

Доработка увеличила порожнюю массу на 400 кг до 3610 кг.
Только 24 июля 1956 года, уже на Mirage I, достигли M=1,3. Ровно через год лётных испытаний и доработок, когда прекратили постройку Mirage II и начали Mirage III 001. А 17 декабря 1956 года M=1,6 на высоте 12 км с ЖРД. Но и ранние расчёты показывали, что без существенных переделок и новых идей скорость увеличить трудно. Соперничество в программе было острым.
На Trident превысили скорость звука на полгода раньше и рассчитывали получить M=2, выполнили и требования к посадочной скорости. Потому в 1956 году именно Trident назвали победителем конкурса проектов, а в апреле 1957 года объявили даже о договорённости с Бельгией, Нидерландами и ФРГ о совместном производстве Trident для NATO. Наконец, именно Trident оказали наибольшую финансовую и научную поддержку из США. Однако эта программа прервана осенью 1958 года, прославилась лишь несколькими спортивными рекордами высоты полёта и скороподъёмности.
MD 550-01 продолжили испытывать до мая 1957 года уже для разработки бомбардировщика Mirage IV.

### Непостроенный Mirage II
В ВВС отказались от разработки дорогостоящего командного наведения перехватчиков с земли, но решили добавить бортовую РЛС и увеличить массу подвесного вооружения. Для новых требований в мае 1956 года в Dassault увеличили проект на 30% (MD 550-02). Его-то и назвали «миражом» — Mirage II (формально — второй заказанный образец), а MD 550-01, после завершённых в мае же переделок, переименовали в Mirage I.
Постройка Mirage II начата после завершения переделки MD 550-01 и до первых сверхзвуковых достижений. Сначала проект обозначили MD 610 Cavalier. На нём предусмотрели два бо́льших ТРД французской разработки Gabizo II фирмы Turboméca с форсажными камерами и два ЖРД SEPR — с увеличенной тягой.
Выходил самолёт двигателями и всем фюзеляжем похожий на разрабатываемый тогда околозвуковой бомбардировщик Étendard II, но с БРЛС и двумя ЖРД. Dassault Étendard II полетел 23 июля 1956 для программы лёгкого ударного истребителя NATO NBMR-1, а выиграл огромный многонациональный контракт (потом сокращённый) итальянский FIAT G-91.
Небольшая РЛС DRA.5A Aladin дочерней фирмы Electronique Marcel Dassault. Точнее: сыно́вей — ею руководил сын Серж Дассо. Но к лету 1956 года изготовление Mirage II прекращено из-за затруднений в достижении лётных показателей у Mirage I. Изготовленное крыло использовали в следующем проекте уже однодвигательного самолёта.

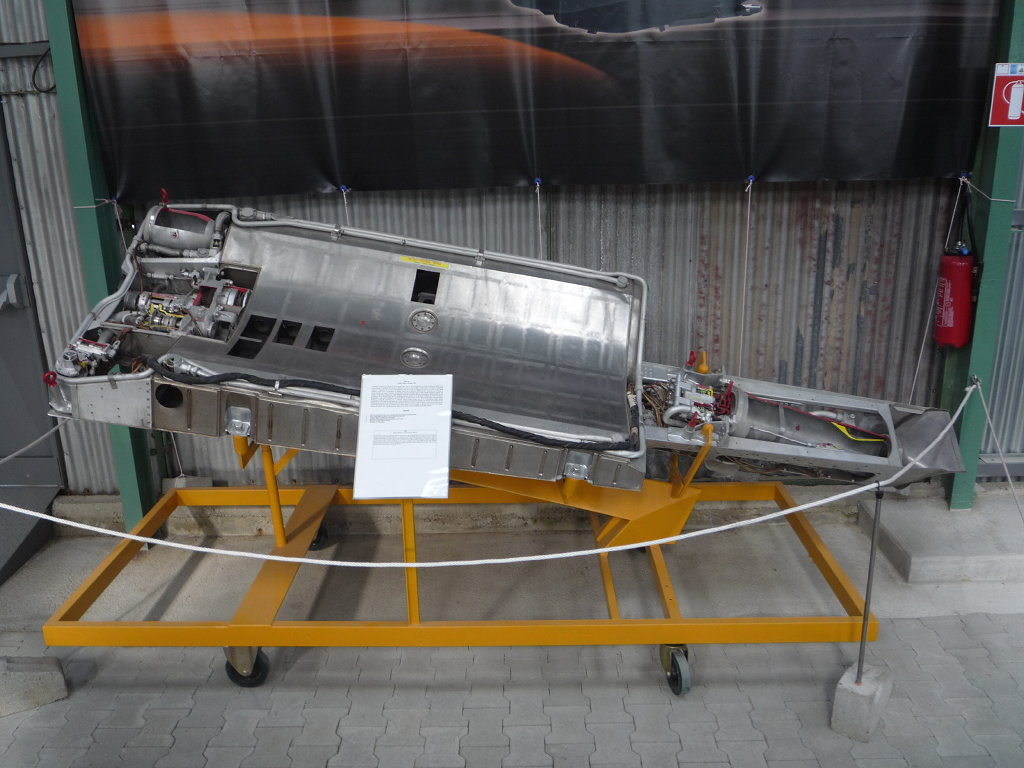
Сменный модуль с ЖРД фирмы SEPR для истребителя Mirage вместо заднего бака керосина

### Опытный Mirage III 001
Проект снова пересмотрели и чуть увеличили через два месяца в июле 1956 года с названием Mirage III (MD 550-03). На сей раз силовая установка состояла из одного ТРД ATAR 101G-1 фирмы SNECMA с форсажной камерой. Этот же ТРД использовали для Super Mystère в модификации B2. Двигатели ATAR (Atelier technique aéronautique de Rickenbach) — итог долгой эволюции немецкого проекта ТРД BMW 003, начатого ещё в 1940 году. Предусматривалась по выбору:
- либо две 30-мм пушки семейства DEFA 550[англ.] (тоже производились в Dassault) в носу, 250 патронов к ним и хвостовой фюзеляжный бак;

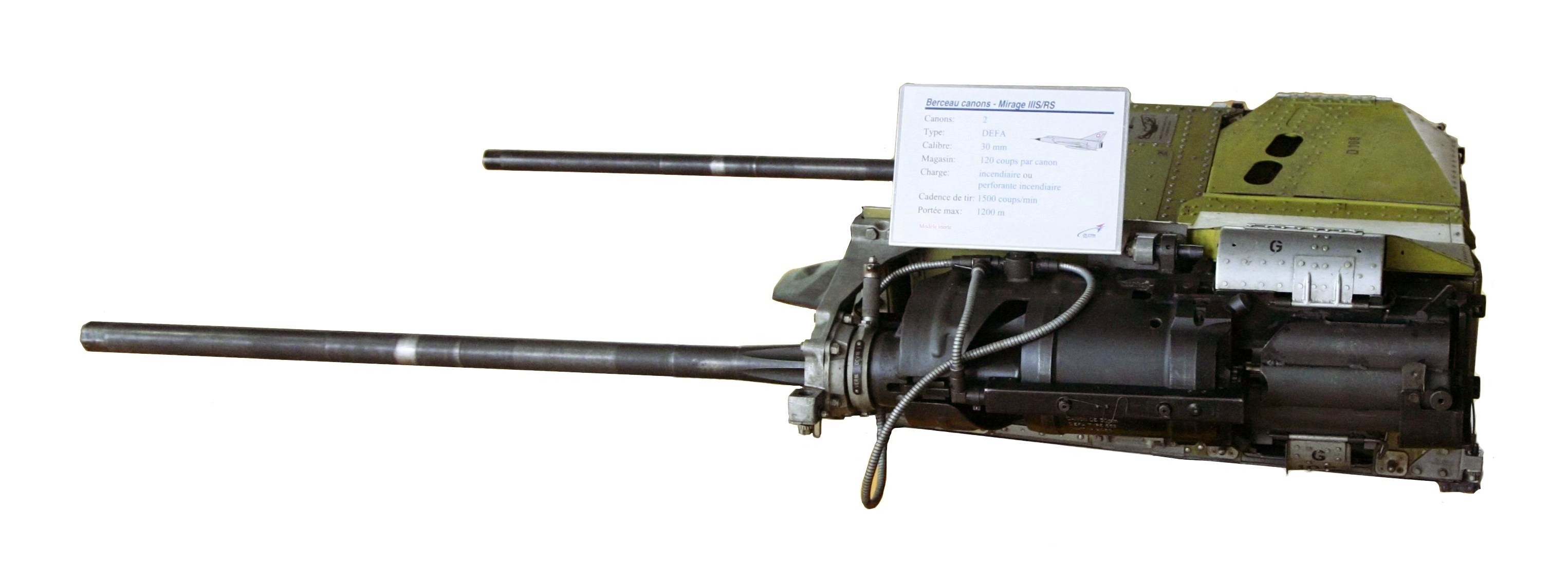
Сменный модуль со сдвоенной установкой 30-мм пушек DEFA вместо переднего бака топлива для ЖРД

- либо установка бака для 410 л топлива ТГ-02 для ЖРД SEPR[англ.] 841 вместо пушек в носу и бак окислителя вместе с ЖРД в хвосте вместо бака с керосином для ТРД.

Ещё важнее для пересмотра проекта, видимо, были заграничные новости: аэродинамическое правило площадей, особенно важное для самолётов с треугольным крылом, и лишь недавно внедрённое для Convair F-102A Delta Dagger в США в ходе долгой доработки проекта и Fairey Delta 2 в Великобритании. Полетевший ещё в 6 октября 1954 года Delta 2 схожего вида в марте 1956 года ставил рекорды скорости (M=1,73) именно во Франции, в Бордо. До строительства Mirage II, до того как на единственном Mirage I преодолели-таки скорость звука. Это время теснейшего сближения Франции и Великобритании — проекта Франко-Британского союза, Ги Молле, Римского договора. По легенде же, знаменитый американский лётчик Йегер, будучи во Франции, обратил внимание господина Дассо на правило.
Так или иначе, фюзеляж Mirage III удлинили, где крыло толще — «приталили», немного увеличили угол стреловидности передней кромки крыла, для плавности изменения площади поперечных сечений.
17 ноября 1956 года лётчик Ролан Главани полетел на Mirage III 001, названном Balzac. Уже в четвёртом полёте достигнута скорость M=1,2. В десятом 30 января 1957 года достигли M=1,52 на высоте 11,6 км.
В мае 1957 года ВВС Франции заказали опытную серию Mirage III, 11 самолётов — 10 и один двухместный. 11 июня 1957 года Mirage III представили в Парижском авиасалоне, а в сентябре объявлен заказ до 100 серийных истребителей.
Одновременно ВВС заказали множество усовершенствований проекта. Начаты переговоры с ФРГ о закупке, для чего Mirage III 001 облетал немецкий испытатель; и израильский лётчик через пару лет, но тоже до действительного начала производства.
Самолёт ещё не имел подвижных полуконусов воздухозаборника, которые задавали положение сверхзвукового скачка плотности воздуха относительно его кромки. Впервые они появились на Lockheed F-104, обнародованы лишь летом 1956 года, а до того были тайной: их постоянно прикрывали чехлом. Потому к началу предсерийного производства, в апреле 1958 года, Mirage III 001 оборудовали полуконусами с ручным управлением. Тяга на сверхзвуке увеличилась на 20% и 8 мая 1958 года достигли M=1,8 с ЖРД на высоте 12 км.

### Предсерийные Mirage IIIA и B
В сентябре 1957 года решили доработать проект для возможности многоцелевого применения, чтобы соперничать за единые заказы NATO с Lockheed F-104. F-104 тогда уже перестали закупать ВВС США, но предложили NATO, Тайваню и Японии. Многоцелевой Mirage назвали Mirage IIIA. С ТРД ATAR 9 большей длины и тяги, ЖРД SEPR 841 с новым топливом ТГ-02. БРЛС управления стрельбой Dassault Super Aïda, без пушек.

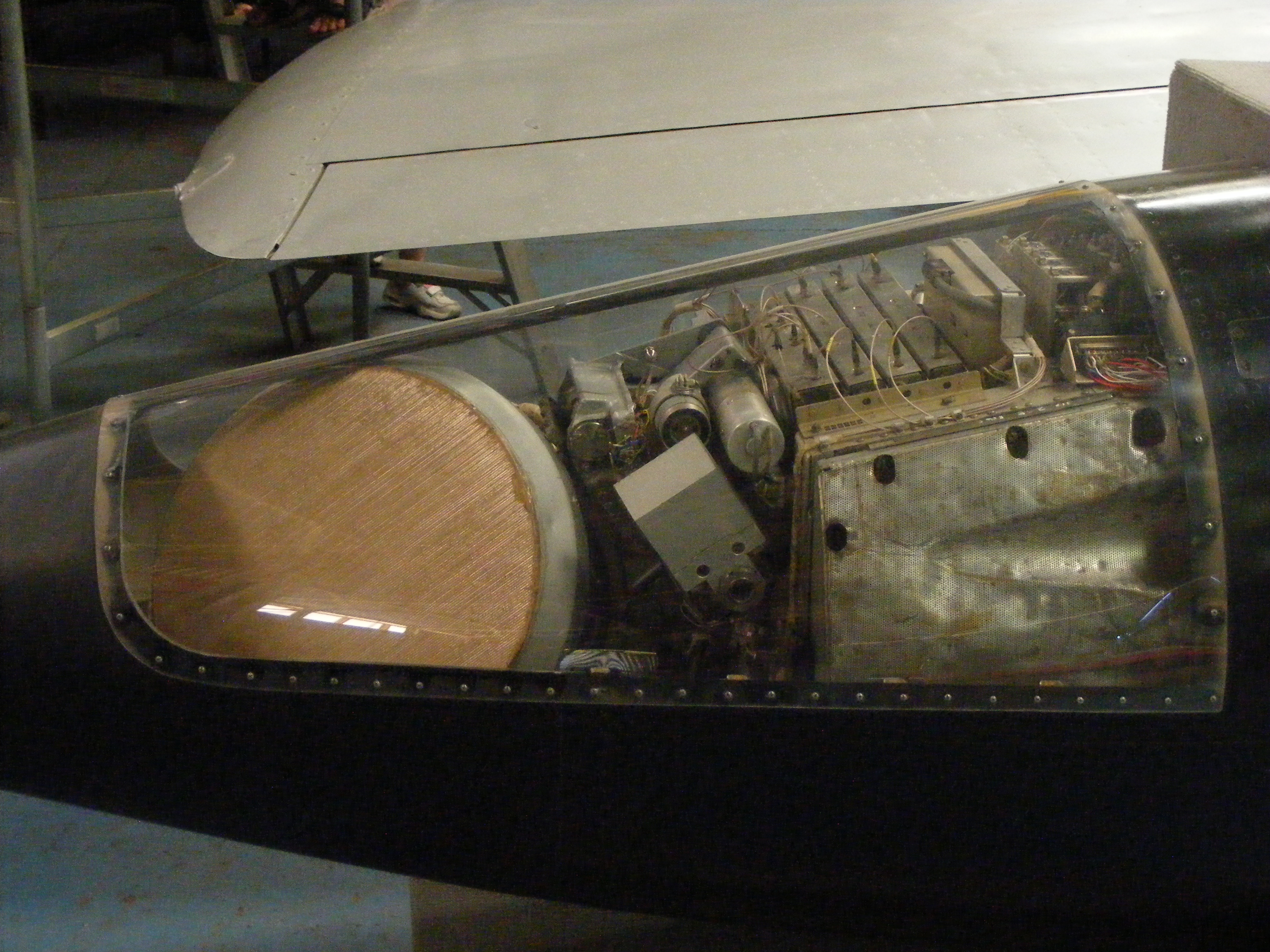
Макет носовой части истребителя с видом на бортовую РЛС Cyrano фирмы CSF

Dassault получила контракты на предсерийные Mirage IIIA и B (учебно-боевой двухместный); и на 100 серийных, которые обозначили Mirage IIIB и C. Предсерийные Mirage предназначили для испытаний:
- A 01 для аэродинамических исследований (полетел 12 мая 1958 года, через год после заказа) и для испытаний вооружения потом;
- A 02 для испытаний ATAR 101C[англ.] и ЖРД SEPR 841;
- A 03 и A04 для испытаний гидравлических систем;
- A 05 для испытаний радиоэлектронного оборудования и нового обтекателя РЛС, потом участвует в испытаниях РЛС Cyrano фирмы CSF, эталон серии C;
- A 06 для испытаний новой РЛС Cyrano I bis, взамен Dassault Super Aïda;
- B 01 для испытания двухместного учебного истребителя без РЛС, пушки и ЖРД, полетел 20 октября 1959 года;
- A 07 для испытаний тормозного парашюта и наземного обслуживания;
- A 08 для испытаний пушек и ракет Matra R.511[англ.], Matra R.530, Nord AA.20[англ.], Nord AS.20[англ.], Nord AS.30[англ.];
- A 09 для исследования посадки (много позднее на него установят переднее горизонтальное оперение);
- A 10 для испытания ATAR 9K[англ.] (в том числе, для бомбардировщика Mirage IV).

24 октября 1958 года на Mirage IIIA 01 достигнута скорость M=2 с ЖРД (через два дня французское достижение повторено на Nord Grifon II с воздушным запуском и прямоточным двигателем). 18 июня 1959 года на A 03 установлен рекорд скорости на замкнутом 100-км маршруте — 1785 км/ч. A 02 достиг динамического потолка 25 км с ЖРД. На Mirage IIIA достигнута рекордная для Европы скорость М=2,2 на высоте 15 250 м.
Уже в ходе исполнения контракта БРЛС Super Aïda фирмы Dassault, с помощью франко-британского конкурса, заменили на моноимпульсную РЛС Cyrano I bis фирмы CSF. Её дорабатывали на Mirage с 1960 до конца 1961 года. Из-за увеличения обтекателя БРЛС пришлось увеличить вертикальное оперение и добавить подфюзеляжный киль.

### Оценка хода разработки
Контракты ВВС Франции осени 1957 года, после Парижского авиасалона, предполагали поставки серийных Mirage IIIB и C с 5 августа 1958 года. Но первый серийный полетел в октябре 1960 года, на два года позднее. Разумеется, задержки привели к перерасходу на разработку, резкому росту стоимости и цены. Это привело к пересмотру первых зарубежных заказов; например, из ФРГ.
Одновременно в Dassault занимались дозвуковым палубным бомбардировщиком Étendard IVM (полетел 21 мая 1958 года) и сверхзвуковым носителем ядерной бомбы Mirage IV (полетел 17 июня 1959 года; напоминал увеличенный Mirage III). Mirage IV по расчётной дальности, скорости, массе и времени можно сравнить с палубным бомбардировщиком США NAA Vigilante.
Так программа Mirage IIIC для стран NATO отстала от истребителя-бомбардировщика и перехватчика Lockheed F-104G — явно более зрелой и многоцелевой машиной в 1959 году, когда большинство стран NATO его выбрали.
Это совпало с известным резким охлаждением отношений Франции с США и NATO, а отчасти и Великобританией, в начале президентства де Голля. Последствия Суэцкого кризиса и поисков разрешения войны за независимость Алжира, ход которой осуждался союзниками. По всем этим причинам истребители Dassault приобрели славу вне NATO и даже в странах изгоях: Израиле и ЮАР. Долго эта слава не никак была связана с совершенством авионики Mirage — успех показали дозвуковые Dassault Super Mystère и Mirage 5 с простым оборудованием и вооружением для боя в прекрасную погоду днём, без ЖРД.

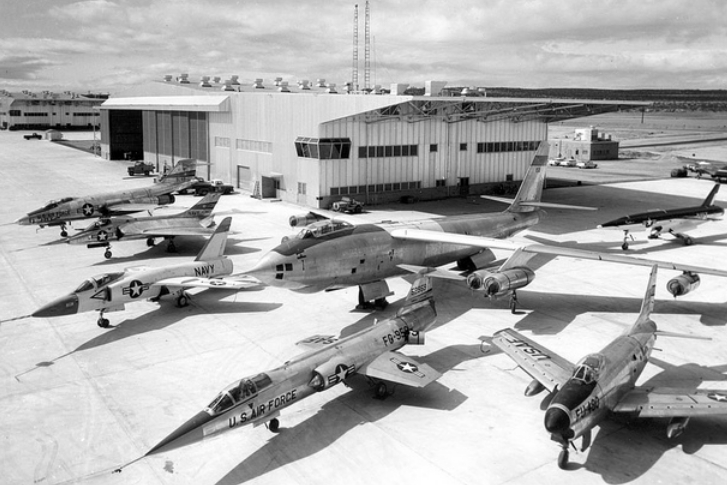
1958 год. В кадре два опытных «двухмаховых» истребителя с БРЛС — соперников Mirage III из США за заказ истребителя-бомбардировщика NATO и Швейцарии: Grumman F11F-1F Super Tiger (слева третий) и Lockheed YF-104 Starfighter (в центре снизу)

По известным в 1959 году критериям ВВС Франции, очевидно, что F-104G нарушает требования к условиям посадки, но Mirage значительно его хуже:
- посадочная скорость Mirage IIIC — 290 км/ч, F-104G — 270 км/ч за счёт мощной посадочной механизации крыла, работа которой зависела от двигателя, — сдув пограничного слоя на закрылках. Mirage IIIC закрылков совсем не имел;
- существенно меньший угол атаки на F-104G при заходе на ВПП;
- лучшая устойчивость при боковом ветре на F-104G из-за намного меньшего крыла и оперения;
- Mirage III лишь имел существенно бо́льшие колёса шасси, чем F-104G.

К самому концу 1960-х годов критерии значительно изменились после опыта воздушной войны в Израиле и Южном Вьетнаме. Значительно возросло значение манёвренности на небольших дозвуковых скоростях, но проект, видимо, не предусматривал это. Даже на показах того десятилетия только скоростные проходы строем.

## Модификации

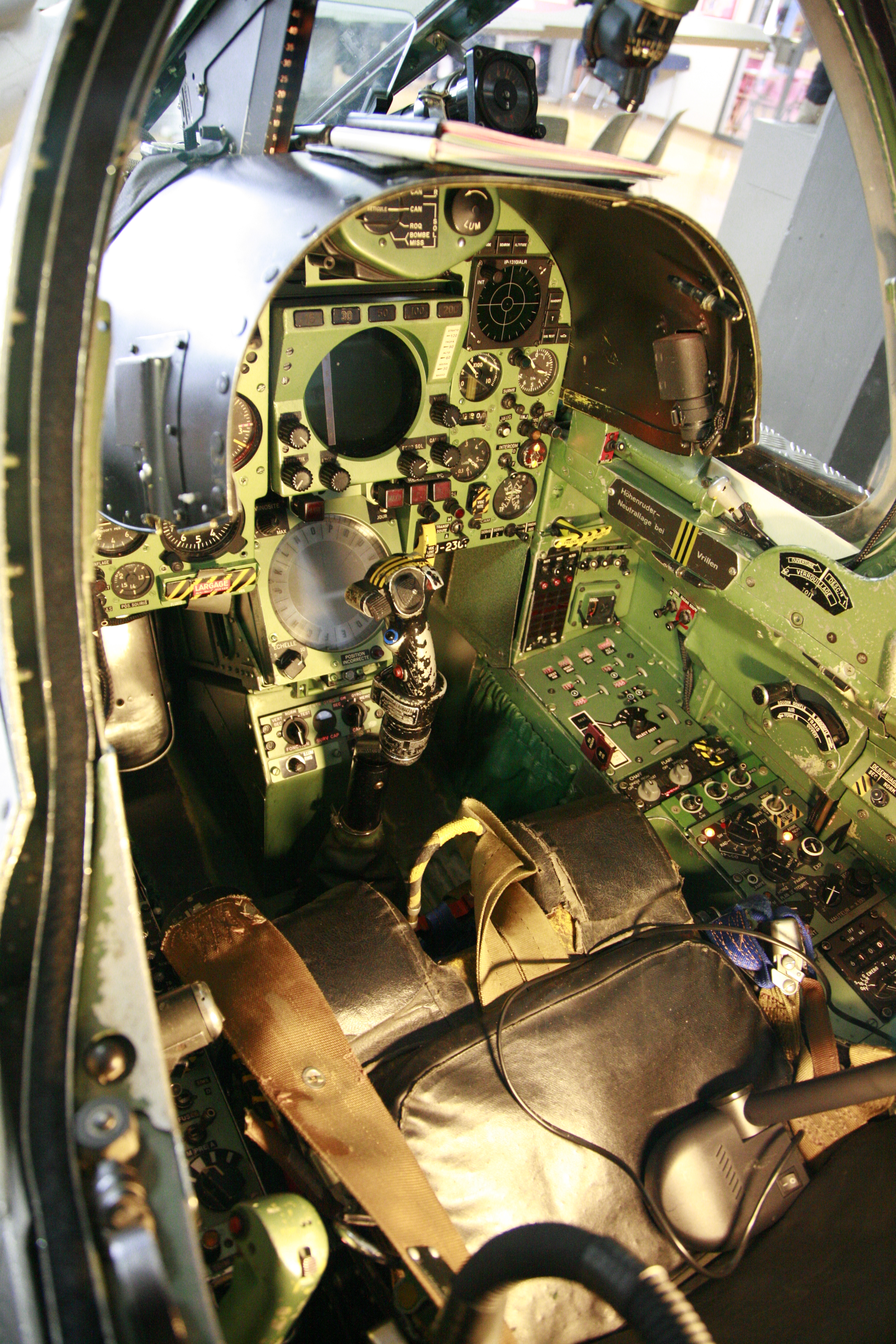
Кабина истребителя Mirage III ВВС Швейцарии.

- Mirage IIIC — первый серийный полетел 9 октября 1960 года. Турбореактивный двигатель с форсажной камерой Atar 9B3 и ракетные ускорители SEPR 841 или 844. Построено 95 самолётов для вооружения 2-й и 13-й эскадрилий ВВС Франции.

Один Mirage IIIC постален ВВС Швейцарии, первого иностранного заказчика.
Mirage IIICJ — для ВВС Израиля. Первые машины туда доставлены в 1963 году для 101-й эскадрильи Израиля как Mirage IIICJ. Поставлены 72 самолёта. Не все из них снабжались ракетными ускорителями.
Mirage IIICZ, EZ, DZ, D2Z, RZ и BZ — для ВВС ЮАР. 16 Mirage IIICZ. Первый самолёт изготовлен в декабре 1962 года и доставлен в апреле 1963 года для 2-го (Cheetah) эскадрона. За 10 лет туда проданы разновидности Mirage IIIEZ, IIIDZ, D2Z, IIIRZ и три двухместных IIIBZ с вооружением как у IIIC. Во второй половине 1970-х все их заменили на Dassault Mirage F1AZ и CZ. Однако в конце 1980-х годов из-за эмбарго ООН на передачу оружия ЮАР южноафриканская фирма Atlas восстановила и доработала планеры Mirage IIIC с оборудованием по образцу израильского IAI Kfir как Atlas Cheetah.
- Mirage IIIE — многоцелевой Mirage с увеличенной дальностью. Носитель ядерной бомбы. Для ВВС Франции построено 453 и некоторое дополнительное число самолётов было отправлено на экспорт. Первый прототип поднялся в воздух 5 апреля 1961 года, а первая поставка серийного самолёта состоялась в январе 1964 года. Mirage IIIE стоял на вооружении восьми эскадрилий Французских тактических сил (Force Aerienne Tactique (FATAC)), а также поставлялись в ВВС Аргентины, Бразилии, Ливана, Ливии, Испании, Пакистана, Швейцарии и Южной Африки. Mirage IIIE, стоявшие на вооружении ВВС Аргентины, приняли участие в боевых действиях против Великобритании во время Фолклендской войны (1982).

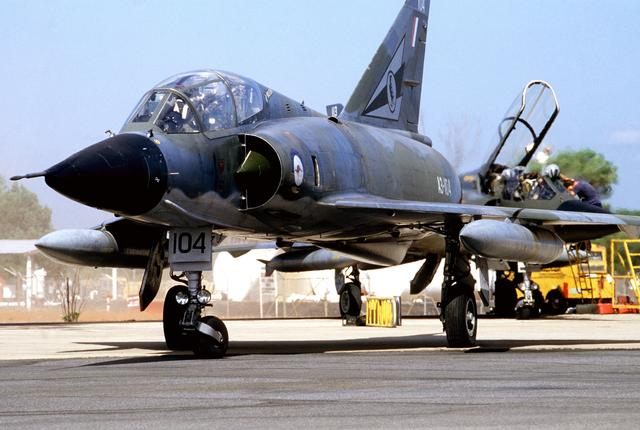
Mirage IIID ВВС Австралии, 1988 год

- Mirage IIIO и D — версия Mirage IIIE и выпускался по лицензии в Австралии, для их ВВС. Построено 50 истребителей Mirage IIIO(F), 50 ударных Mirage IIIO(A) и 16 учебных двухместных Mirage IIID. Во второй половине 1970-х годов все годные Mirage IIIO(F) переделаны в многоцелевые Mirage III(O)A. С 1984 по 1988 год Mirage заменили на F/A-18.
- Mirage IIIEE и ED — Mirage IIIE для ВВС Испании. 19 EE и шесть двухместных Mirage IIIED.
- Mirage IIIP — для ВВС Пакистана.
- Mirage IIIS — для ВВС Швейцарии. Эти самолёты несли службу более 35 лет, пока им на смену не пришли американские F/A-18 «Хорнит». Было закуплено 35 изделий, при этом был дальнейший контракт на поставку дополнительно ещё 100 изделий. После публикаций в прессе о низком качестве и ненадежности, было отказано в поставке 100 изделий.
- Mirage IIIR — разведывательная версия Mirage IIIE. Этот самолёт был оборудован пятью фотокамерами OMERA 31, расположенными в носовой части фюзеляжа, на месте основного радара.

## Боевое применение

### ВВС Израиля

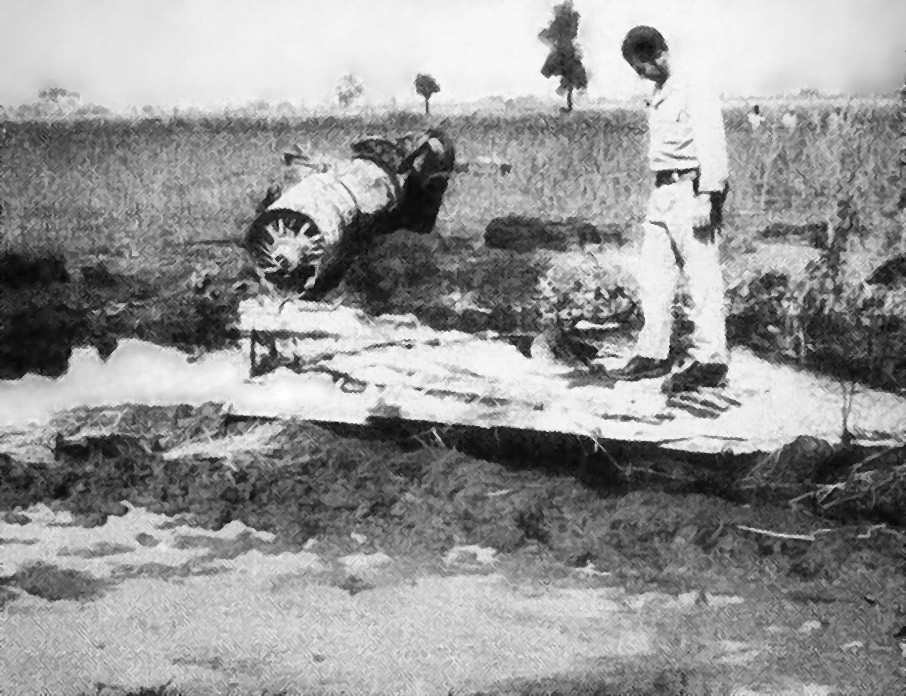
Египетский солдат осматривает обломки израильского «Миража», сбитого возле Исмаилии в ходе войны Судного дня

В 1962 году в Израиль поставлены 70 истребителей Mirage IIICJ и два разведчика Mirage IIIRCJ. Без комплектов ЖРД. 7 апреля 1962 года первый Mirage IIICJ принят 101-й истребительной эскадрильей. В июне начали поступать в аэ 117 в Рамат-Давиде.

#### Дебют
Первый боевой вылет 19 июля 1963 года. Джо Алони на Mirage IIICJ аэ 101 вылетел на перехват предполагаемого арабского самолёта в израильском воздушном пространстве. Разведчик ВВС США RB-57 Canberra принуждён к посадке на аэродром Лод.
В марте 1964 года на Mirage III перевооружилась аэ 119 в Тель-Нофе.

#### Первые воздушные бои с «Хантерами»
- 21 декабря 1964 года первый результативный бой истребителей Mirage IIICJ. Четвёрка Mirage аэ 101 провела воздушный бой с четвёркой иорданских Hunter. Одному иорданскому лётчику удалось сесть на хвост «Миражу» и преследовать его до исчерпания горючего. Лётчик Михаэль Баразам катапультировался. Остальные три «Миража» повреждены в этом бою.[6]

В 1966 году в Израиль поставлены три двухместных Mirage IIIB.
- 11 ноября 1966 года первая победа — пушкой Mirage IIICJ сбит иорданский Hunter Mk.53 1-й аэ, лейтенант Мауаффак Бадр Салти погиб. Но и Mirage лейтенанта Джона Бен-Цви повреждён пушками Hunter.[8]

#### Первые воздушные бои с МиГ-21
До Шестидневной войны лётчиками на израильских Mirage заявлены 8 сбитых сирийских МиГ-21: 14 июля 1966 года; 15 августа 1966 года; 7 апреля 1967 — сразу шесть МиГ-21. Заявки лётчиков сирийских МиГ-21 в боях с Mirage: 7 апреля 1967 — пять Mirage III. Из 8 МиГ-21 подтверждена потеря четырёх, все 7 апреля 1967 года: 1-й лейтенант Мохаммад Саед аль-Масри погиб, капитан Али Антар спасся, капитан Мохи ад-Дин спасся и Ахмед Куватли спасся. Ни одна израильская потеря не подтверждена. Все выпущенные в этих боях ракеты (не менее 7 Shafrir-1, 1 Yahalom Израиля и 2 Р-3С Сирии) не сбили цели.
В мае — июне на египетских и сирийских МиГ-21 совершено множество нарушений воздушного пространства Израиля. Израильский историк Шломо Алони полагал, что из-за малой тяговооружённости Mirage не удавалось занять положение для их поражения. Руководство Израиля заказало истребители с пушками, но без ЖРД.

#### Шестидневная война (5—11 июня 1967 года)
У Израиля оставалось 65 Mirage III. За дни войны на Mirage совершено 1077 боевых вылетов.
По израильским заявкам на Mirage сбито 48 египетских, иорданских, сирийских, иракских и ливанских самолётов: 15 МиГ-21, 12 МиГ-19, 9 МиГ-17, 5 Hunter, 5 Су-7, 1 Ил-28 и 1 Ил-14. Другой источник заявляет, что на Mirage сбито 8 Hunter. В ходе войны на Mirage сбит один ливанский Hunter. Все заявки — огнём пушек, хотя израсходованы десятки израильских ракет Shafrir-1. Не все израильские заявления о "воздушных победах" имели подтверждение.
По израильским данным на Mirage III одержано 15 побед над МиГ-21: 9 Египта, 5 Сирии и 1 Ирака, все — пушками. Признаны потери в боях с МиГ-21 — 3 Mirage III от египтян и 2 от сирийцев. Три сбиты ракетами Р-3С. По крайней мере ещё один Mirage повреждён Р-3С с египетского МиГ-21. Израильский историк Шломо Алони указывает, что израильские заявки не сверили с данными противников. Данные из египетских источников российских исследователей подтвердили далеко не все израильские заявки. На египетском фронте потеряны до 3 МиГ-21 из 9 заявленных в Израиле — сбитым «Миражами» в Египте указан МиГ-21 капитана Абд эль-Хамида, неизвестно как потеряны ещё два МиГ-21 капитана Исмаила Дабуса и лейтенанта Эхаба Асема. Данных о потерях сирийских и иракских МиГ-21 с указанием лётчиков или номеров российским исследователям найти не удалось.
Всего в ходе войны Израиль потерял от 9 до 11 «Миражей»: от 6 до 8 в воздушных боях. Один из них сбит египетским бомбардировщиком Су-7.
5 июня во время второй волне налёта на египетскую авиабазу Хелуан Mirage III 101-й эскадрильи удалось уничтожить 2-3 МиГ-15, два HA-200, МиГ-19, МиГ-17 и повредить Ан-12. В иорданском аэропорте Амман находились боевые самолёты США и Великобритании. Опасаясь израильского удара США вывели истребители F-104 в Турцию, но Великобритания оставила свою авиацию. 5 июня в третьей волне налёта Mirage атаковали иорданскую авиабазу Мафрак уничтожив по меньшей мере 1 Hunter, а Mirage 119-й аэ атаковали аэропорт Амман, где уничтожен самолёт Devon C1 (с/н VP966) ВВС Великобритании, несколько иорданских вертолётов и пассажирских самолётов.
8 июня Mirage участвовали в уничтожении судна радиоэлектронной разведки ВМС США USS Liberty — 5—6 минут с помощью пушек, НУРС и 454-кг бомб Mk.83. На судне возникли три больших пожара, 8 моряков США убито, 75 ранено, включая командира. Судно списано из-за повреждений.

#### Война на истощение (1967—1970 годы)

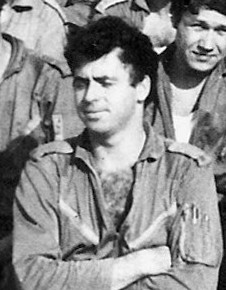
Израильский лётчик Шломо Егози. Свой первый бой на Mirage III провёл 15 июля 1967 года, в котором был сбит египетским МиГ-21, катапультировался

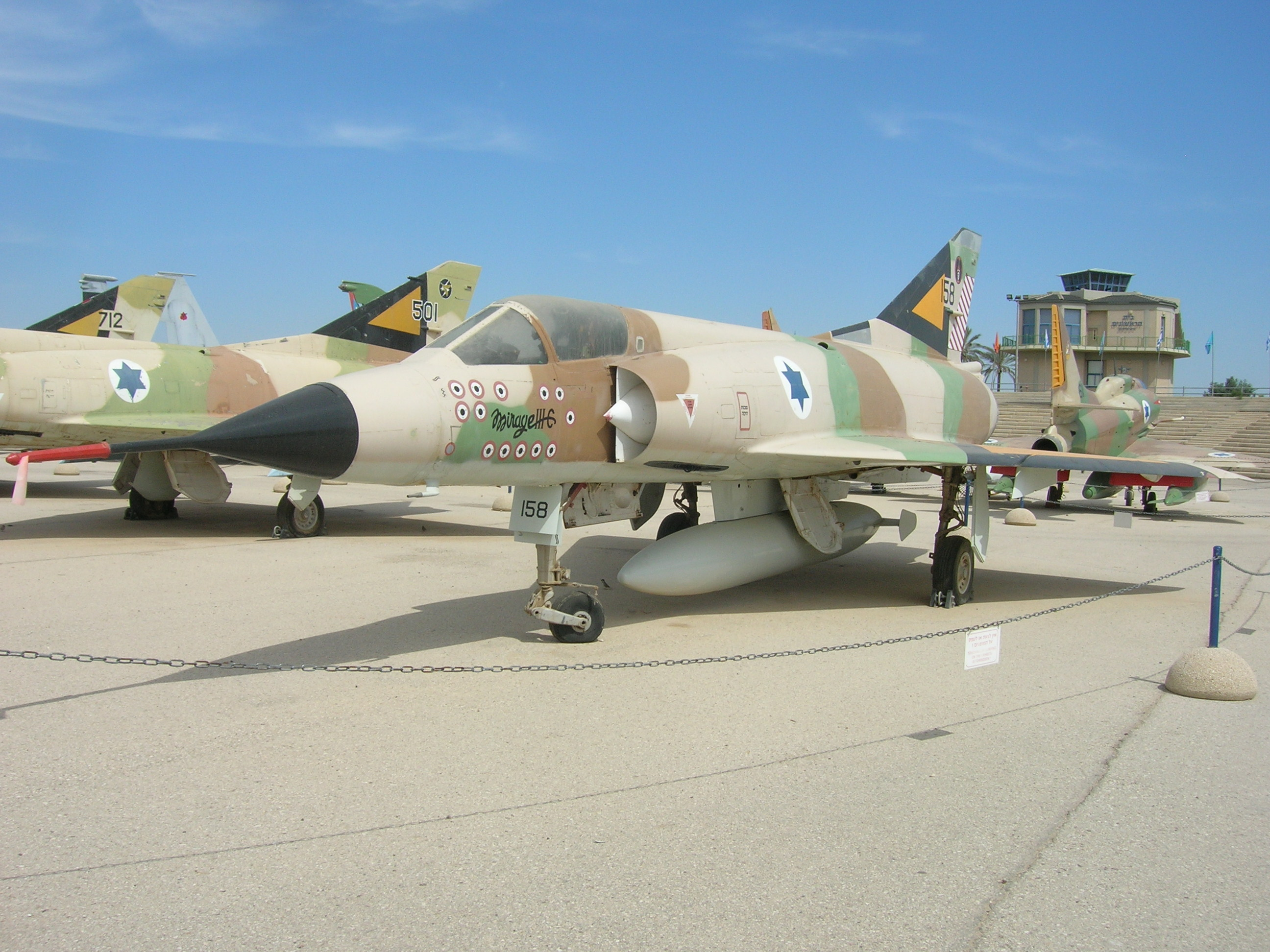
Израильский Mirage № 158 с отметками на борту о 13 сбитых арабских самолётах: 8 МиГ-21, 4 МиГ-17 и 1 Ил-28

- Уже 15 июля 1967 года произошёл первый крупный воздушный бой израильских и египетских самолётов после заключения соглашения о прекращении огня. Израильтяне потеряли один Mirage IIICJ, сбитый ракетой Р-3С[26] с египетского МиГ-21, лётчик Шломо Егози катапультировался и спасён.[7] Египтяне в этот день потеряли сбитый «Миражом» МиГ-17, лётчик к-н Мартада аль-Рифай попал в плен, и один Су-7, упавший по невыясненным обстоятельствам, который мог быть сбит «Миражами», лётчик п/п-к Мохамед аль-Дин погиб.[27]

В 1968 году Франция поставила Израилю один Mirage IIIB. Это был последний полученный самолёт.
- 8 марта 1969 года в ходе воздушного боя в районе Малого Горького озера между группой израильских Mirage IIICJ и звеном египетских МиГ-21ПФ. Михаэлю Цуку удалось сбить «МиГ» л-та Абд эль-Баки Ахмеда. Египетский лётчик катапультировался и попал в плен.[28]
- 20 июля 1969 года произошло несколько воздушных боёв между израильскими и египетскими самолётами. Два израильских Mirage IIICJ были сбиты ракетами Р-3С с истребителей МиГ-21ПФ. Израильские лётчики Ели Зохар и Ейтан Бен-Эйляху катапультировались и спасены. Огнём израильских «Миражей» не сбито ничего, однако, один МиГ-17Ф в бою с ними столкнулся с землёй, египетский лётчик ст. л-т Азиз Маджид катапультировался[28].
- 11 сентября 1969 года произошло несколько воздушных боёв, в ходе которых известно об одной потере у израильтян и одной-двух потерь у египтян в воздушных боях. Израильский Mirage IIICJ (лётчик Гиора Ром взят в плен) был сбит ракетой Р-3С египетского МиГ-21ПФ (лётчик л-т Реда Сакр), после чего сам лейтенант Сакр был сбит «Миражом», катапультировался удачно[28]. Лётчиками израильских «Миражей» заявлено 5 сбитых МиГ-21 и 2 Су-7. Известно, что у египтян в этот день по неизвестной причине пропал один Су-7[28].

Общее количество воздушных побед истребителей Mirage III за 1969 год оценить проблематично. Израильские лётчики утверждали, что с помощью «Миражей» в 1969 году сбили 44 египетских самолёта, при этом Египет за весь 1969 год по всем причинам, включая небоевые, потерял лишь 28 летательных аппаратов. Собственные потери израильтян за год составили от трёх до восьми «Миражей».
9 февраля 1970 года израильский Mirage IIICJ был сбит египетским МиГ-21 (лётчик Урфан). Израильский лётчик Ави Келдес катапультировался и был взят в плен.
2 марта 1970 года израильский Mirage IIICJ был сбит египетским МиГ-21. Израильский лётчик Итамар Нойнер катапультировался и был спасён.
25 марта 1970 года лётчики израильских «Миражей» заявили о четырёх сбитых египетских МиГ-21, лётчиков или номеров предполагаемо сбитых самолётов не приводится.
26 июня 1970 года израильский Mirage IIICJ был сбит сирийским МиГ-21. Израильский лётчик Боаз Эйтан катапультировался и был взят в плен.
27 июля 1970 года «Миражами» сбиты два египетских МиГ-17.
4 ноября 1971 года израильский Mirage IIICJ (б/н 34) был сбит египетским МиГ-21. В этот же день на сирийском фронте Mirage IIICJ (б/н 41) был сбит сирийским МиГ-21.
9 января 1973 года израильский Mirage IIICJ сбит сирийским МиГ-21. Лётчик Ран Мейр погиб.
13 сентября 1973 года израильский Mirage IIICJ сбит сирийским МиГ-21 (лётчик аль-Халаби). Лётчик Йоси Симчони катапультировался и спасён.
10 августа 1973 года пара Mirage III ВВС Израиля нарушила воздушное пространство Ливана и перехватила пассажирский самолёт Caravelle (Middle East Airlines, на борту 90 человек), следовавший по курсу Бейрут — Багдад и угрозами заставили лётчиков авиалайнера произвести посадку на территории Израиля на военной авиабазе. 83 пассажира и 7 лётчиков после нескольких часов допроса были отпущены. Иракское диппредставительство направило ноту протеста в ООН. Израильтяне заявили что думали что на самолёте летел один из лидеров ООП, а не найдя его заявили что ошиблись.

#### Война Судного дня
Принимали широкое участие в октябре 1973 года, причём применялись обеими сторонами. ВВС Израиля потеряли 11 Mirage и Nesher сбитыми или разбившимися. Ещё 3 списаны из-за боевых повреждений полученных в воздушных боях, что даёт 14 потерянных Mirage. Потери Mirage арабских стран — тоже 14. Израильские Mirage в ходе войны сбивали в среднем 11 арабских самолётов в день. Самый результативный израильский ас Гиора Эпштейн сбил на Mirage 11 египетских самолётов (два Су-7, два Су-20 и семь МиГ-21) и один вертолёт Ми-8.

#### Известные лётчики
Одним из самых известных лётчиков израильских «Миражей» был Эйтан Карми. В ходе Шестидневной войны он на истребителе Mirage IIICJ он претендует на два сбитых египетских МиГ-21ПФ. В 1969 году сбил еще два МиГ-21. Участвовал в войне Судного дня. 6 октября, в первый день войны он сбил египетскую крылатую ракету КСР-2. 7 октября Карми сбил МиГ-21, сам был сбит египетским МиГ-21МФ и катапультировался. 8 октября был снова сбит египетским МиГ-21МФ после того, как сбил два МиГ-21. После чего был переведён на сирийский фронт. В первый же день на сирийском фронте был сбит сирийскими МиГ-21МФ, катапультировался. 22 октября сбил МиГ-21. В послевоенных столкновениях на горе Хермон осуществлял разведку на Mirage IIICJ. 6 мая 1974 года был снова сбит сирийской зенитной ракетой и катапультировался.

### ВВС Пакистана
Для ВВС Пакистана к 1971 году поставлено 28 истребителей Mirage III, которые использовали в войне с Индией на западном фронте. Совершено 390 боевых вылетов.
На счёт «Миражей» заявлялось 13 сбитых индийских самолётов, однако только 2 были подтверждены (1 бомбардировщик Canberra и 1 истребитель Hunter). Использовалось ракетное вооружение. В частности, выпущено 16 ракет «воздух-воздух» средней дальности Matra R.530, а попала одна.
Подтверждённые воздушные победы истребителей «Мираж»:
- 4 декабря Mirage III (лётчик флайт офицер Н. Ата) сбил индийский бомбардировщик Canberra (экипаж флайт лейтенант Л. Сасун и флайт лейтенант Р. Адвани погибли);
- 5 декабря Mirage III (лётчик флайт офицер Сафдар) сбил индийский истребитель Hunter (комэск Д. Мистри погиб).

По индийским данным в ходе войны было уничтожено и повреждено до 8 «Миражей». Чтобы опровергнуть заявляемые Индией потери, после окончания войны пакистанцы выстроили в ряд 22 «Миража», указав что есть ещё 1 на котором проводится ремонт повреждений. Подробно описывать причины потерь пакистанцы не стали.
В 1986 году пакистанским «Миражом» был сбит афганский истребитель МиГ-21.

### ВВС Ливана
Участвовали ливанской гражданской войне. Часть самолётов попала к просирийским силам. В 1976 году армия Сирии вторглась в Ливан. Сирийскими войсками была взята под контроль авиабаза Клеят ВВС Ливана, на которой под их контроль попали находившихся там 10 истребителей Mirage III, все что имелись у Ливана.

### ВВС ЮАР
«Миражи» ВВС ЮАР использовались при вторжении в Анголу.
6 июля 1979 года Mirage IIIR2Z к-на Отто Шура над ангольским городом Омапандо в начале аэрофотосъёмки сбит огнём с земли. Лётчик катапультировался.
27 августа 1981 года Mirage IIICZ к-на Риньера Кита после удара в ангольском городе Огнива поражён ПЗРК Стрела-2, но смог вернуться.

### ВВС Аргентины
Аргентина использовала истребители Mirage III и IAI Dagger (Mirage 5) в войне с Великобританией за Фолклендские острова в 1982 году. Британцы заявляли, что аргентинцы потеряли 20—22 Mirage. Аргентинцы же признали потерю 13 самолётов (2 Mirage III и 11 Mirage 5). На различных Mirage совершили 91 боевой вылет — средние потери один истребитель в семи вылетах.
В воздушных боях потеряно 10 Mirage. Лётчики на Mirage и Dagger сбили лишь один британский вертолёт Lynx во время атаки на фрегат Ardent. Их задачей были удары по кораблям.
Воздушные бои с участием всех аргентинских истребителей Mirage в 1982 году:
- 1 мая IAI Dagger (б/н C-433) сбит вражеским истребителем около острова Бугенвиль. Лётчик 1-й л-т Д. Ардилес погиб.
- 1 мая Mirage IIIEA (б/н I-015) сбит вражеским истребителем около острова Борбон. Лётчик ст-й л-т К. Перона катапультировался и спасся;
- 21 мая IAI Dagger (б/н C-409) сбит вражеским истребителем около Тил Инлет. Лётчик 1-й л-т Г. Луна катапультировался и спасся;
- 21 мая три IAI Dagger (б/н C-404, C-404 и C-407) сбиты вражескими истребителями севернее Порте Митре. Их лётчики: м-р Г. Пиума, к-н Г. Данадилле и 1-й л-т Д. Сенн катапультировались и спаслись;
- 23 мая IAI Dagger (б/н C-437) сбит вражеским истребителем над заливом Подкова. Лётчик л-т Р. Волпони погиб;
- 24 мая три IAI Dagger (с/н S-35, S-25 и C-410) сбиты вражескими истребителями севернее острова Борбон. Лётчик л-т К. Кастилльо погиб; лётчики к-н Р. Диаз и м-р Л. Пуга катапультировались и спаслись.

### Асы на Миражах
У ВВС Израиля были десятки лётчиков, утверждавших о 5 и более воздушных побед на Mirage III. Самые результативные: 
- Одед Маром - 18 побед
- Абрахам Шалмон - 18 побед
- Гиора Эпштейн - 17 побед
- Дрор Хариш - 13 побед
- Ашер Снир - 13 побед
- Исраэль Бахарев - 12 побед

## Аварии и катастрофы

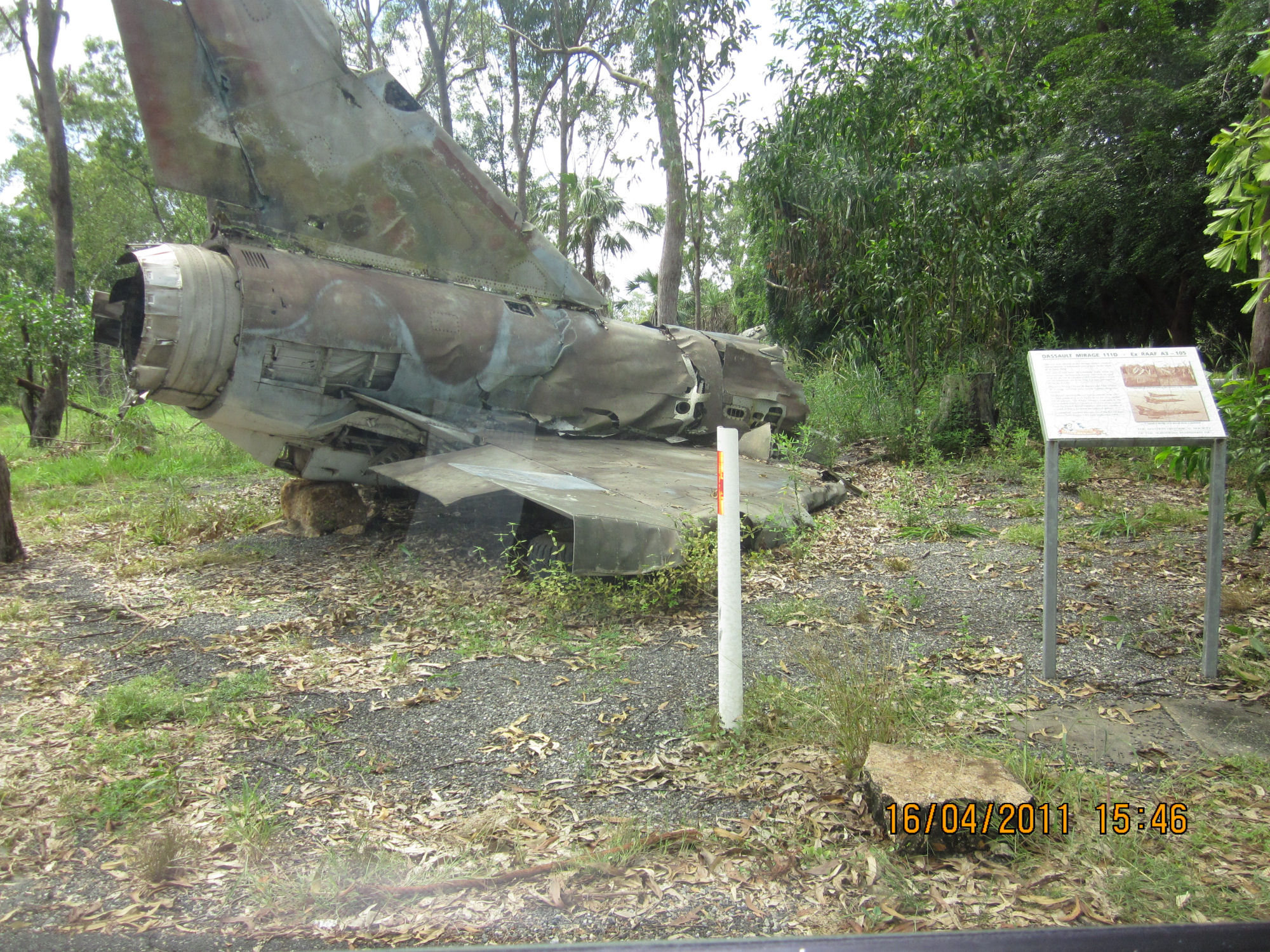
Обломки истребителя Mirage III в музее Дарвина в Австралии

Известная статистика потерь Mirage III ВВС разных стран в происшествиях:
- В Австралии из 116[54] Mirage III, в инцидентах потеряно 40.[55] Из них один осколками снарядов собственной пушки при учебных стрельбах, а второй осколками сброшенной на учении бомбы.[56]
- В Швейцарии из 60 полученных и собранных Mirage III[57] потеряно 10.[58]

## Тактико-технические характеристики

Три проекции Mirage III

Приведённые ниже характеристики соответствуют модификации Mirage IIIE:

### Технические характеристики
- Экипаж: 1 человек
- Длина: 16,50 м
- Размах крыла: 8,22 м
- Высота: 4,50 м
- Площадь крыла: 35 м²
- Масса пустого: 7050 кг
- Максимальная взлётная масса: 13500 кг
- Двигатель: 1 × ТРД Snecma Atar 9C
- Тяга: 41,97 кН (67,76 кН на форсаже)

### Лётные характеристики
- Максимальная скорость : 2350 км/ч (на высоте 10 000 м)
- Максимальная скорость у земли: 1390 км/ч
- Крейсерская скорость: 956 км/ч
- Дальность полёта:
  - без ПТБ: 2800 км
  - с ПТБ: 4000 км
- Боевой радиус: 900 км
- Практический потолок: 17000 м
- Скороподъёмность: 120 м/с
- Максимальная эксплуатационная перегрузка: +7,9 g
- Нагрузка на крыло: 887 кг/м²

### Вооружение
- Пушечное: 2 х 30-мм DEFA 552A со 125 патронами на пушку
- Боевая нагрузка: до 4000 кг различного вооружения на подвесных пилонах, включая ядерную бомбу AN 52

## На вооружении
- Аргентина — 2 Mirage III-EA и 11 Mirage 5-P, по состоянию на 2009 год[59][60]
- Австралия — сняты с вооружения в 1988 году, 50 единиц продано Пакистану
- Бразилия — Mirage IIIE/D, сняты с вооружения в 2005 году
- Венесуэла — сняты с вооружения в 2007 году
- Израиль — сняты с вооружения
- Испания — сняты с вооружения в 1991 году и проданы Пакистану в 1992 году

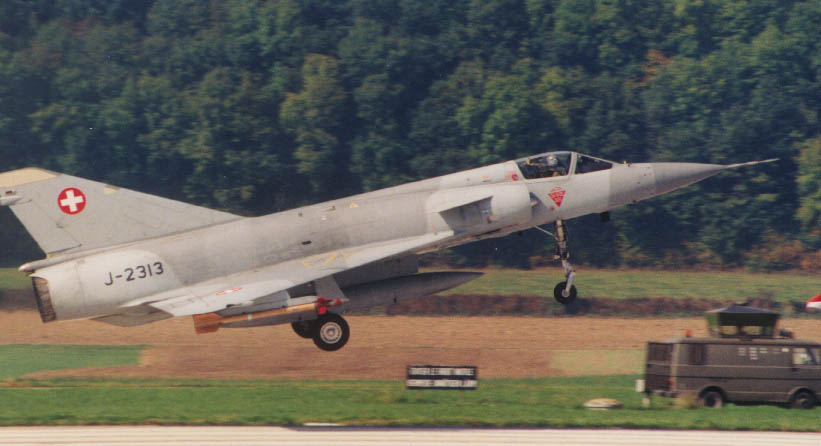
Dassault Mirage III, Военно-воздушные силы Швейцарии

- Пакистан — 82 Mirage III разных модификаций, по состоянию на 2009 год[61]; будут заменены на JF-17 в 2015 году
- Швейцария — сняты с вооружения
- Франция — сняты с вооружения в 1994 году
- ЮАР — сняты с вооружения в 2008 году